# Erythrodiplax latimaculata
Erythrodiplax latimaculata is een libellensoort uit de familie van de korenbouten (Libellulidae), onderorde echte libellen (Anisoptera).
De wetenschappelijke naam Erythrodiplax latimaculata is voor het eerst geldig gepubliceerd in 1911 door Ris.